# Mala Loza
Mala Loza (în ucraineană Мала Лоза) este o cascadă și monument al naturii de tip geologic de importanță locală din raionul Storojineț, regiunea Cernăuți (Ucraina), situată la sud-vest de orașul Crasna. Este administrată de „Silvicultura Storojineț”.
Suprafața ariei protejate constituie 2,2 hectare, fiind creată în anul 2008 prin decizia comitetului executiv regional. Statutul a fost acordat pentru protejarea cascadei din cursul superior al râului Laura (afluent al Sucevei). Înălțimea căderii de apă este de 8 m. Cascada s-a format într-un loc în care pârâul de munte traversează un masiv stâncos compus din gresii.
Se află în cadrul lanțului muntos Pocuția-Bucovina al Carpaților, este greu accesibilă și puțin cunoscută.